# میکل ارابورنا
میکل ارابورنا (انگلیسی: Mikel Arruabarrena؛ زادهٔ ۹ فوریهٔ ۱۹۸۳) بازیکن فوتبال اهل اسپانیا است.
از باشگاه‌هایی که در آن بازی کرده‌است می‌توان به باشگاه فوتبال اوئسکا، باشگاه فوتبال لگیا ورشو، باشگاه ورزشی لیماسول، باشگاه فوتبال فوئنلابرادا، باشگاه فوتبال ایبار، باشگاه فوتبال لگانس، باشگاه ورزشی تنریف، باشگاه فوتبال خرز، و باشگاه فوتبال اتلتیک بیلبائو بی اشاره کرد.
وی همچنین در تیم‌های ملی فوتبال زیر ۱۶ سال اسپانیا و باسک بازی کرده‌است.